# Цакон махала
Цакон махала (на гръцки: Τσάκοι, Цаки, до 1926 година Τσάκων Μαχαλά, Цакон махала) е село в Егейска Македония, Гърция, в дем Мъглен (Алмопия) на административна област Централна Македония.

## География
Цакон махала е разположено на 150 m надморска височина в централната част на котловината Мъглен (Моглена), на 3 km югозападно от демовия център Съботско (Аридеа).

### В Османската империя
Селото е сравнително ново, основано от турци юруци. В XIX век е село във Воденска каза на Османската империя. Според статистиката на Васил Кънчов („Македония. Етнография и статистика“) в 1900 година в Цакон Махале живеят 550 турци.
Екзархийската статистика за Воденската каза от 1912 година сочи селото с 550 жители турци.

### В Гърция
През Балканската война в 1912 година селото е окупирано от гръцки части и остава в Гърция след Междусъюзническата война в 1913 година. Боривое Милоевич пише в 1921 година („Южна Македония“), че Цакон-махала има 150 къщи турци.
В 1924 година турското население се изселва в Турция и на негово място са настанени гърци, бежанци от Понт и Мала Азия, Турция. В 1926 година е преименувано на Цаки или Цаконес (Τσάκωνες). Според преброяването от 1928 година селото е чисто бежанско с 99 бежански семейства и 118 души.
По време на Гражданската война в Гърция (1946 - 1949) част от населението бяга в Солун и в полските села в Ениджевардарско.
Землището на селото се напоява изцяло и се произвеждат пипер, десертно грозде и овошки.
| Име    | Име      | Ново име     | Ново име     | Описание                  |
| ------ | -------- | ------------ | ------------ | ------------------------- |
| Белица | Μπελίτσα | Аспропотамос | Άσπροπόταμος | река на С от Цакон Махала |

| Година    | 1913 | 1920 | 1928 | 1940 | 1951 | 1961 | 1971 | 1981 | 1991 | 2001 | 2011 | 2021 |
| --------- | ---- | ---- | ---- | ---- | ---- | ---- | ---- | ---- | ---- | ---- | ---- | ---- |
| Население | 682  | 526  | 337  | 455  | 340  | 332  | 361  | 352  | 371  | 1020 | 961  | 875  |